# Willem de Zwart
Ne pas confondre avec Willem Hendrik Zwart, compositeur et organiste
 (mars 2018).
Wilhelmus Willem Hendrikus Petrus Johannes de Zwart, né le 16 mai 1862 à La Haye et mort le 11 décembre 1931 dans la même ville, est un peintre et graveur néerlandais.
Ayant de nombreux liens avec l'École de La Haye, il fut plus tard associé au mouvement impressionniste d'Amsterdam.

## Biographie

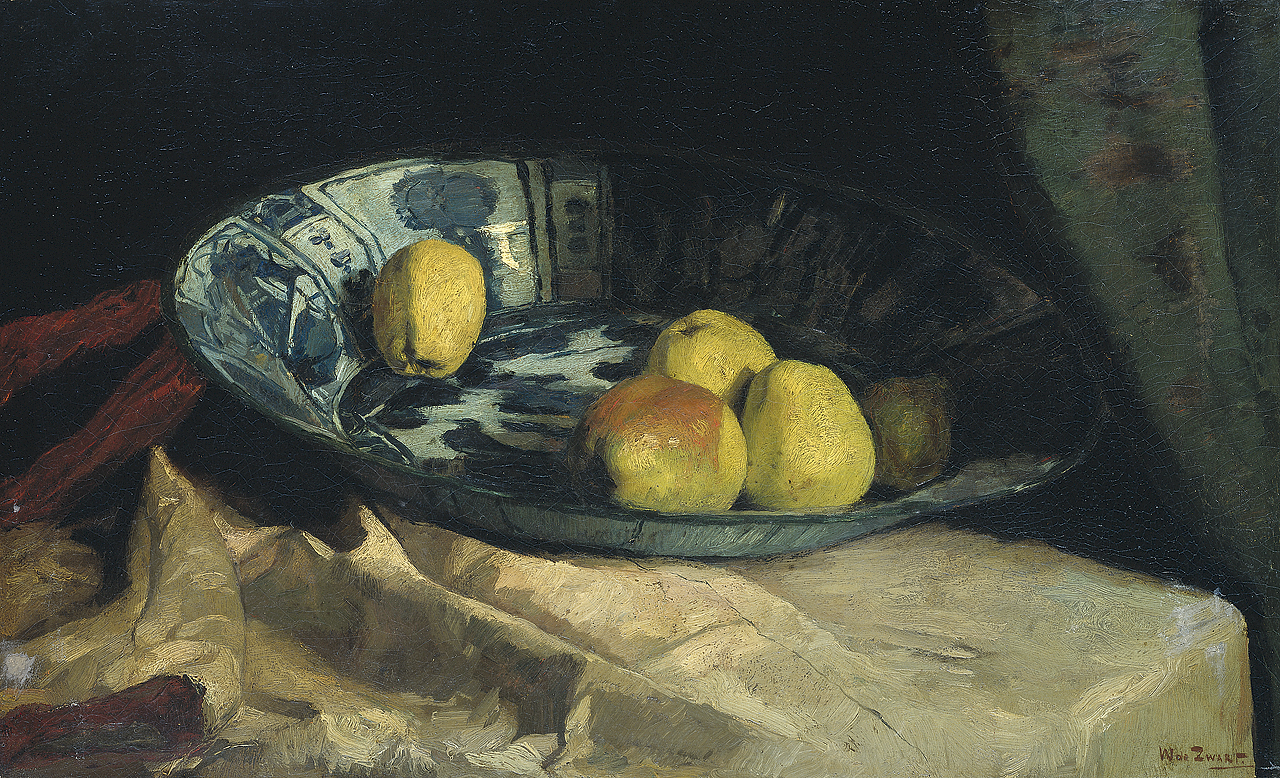
Nature morte aux pommes (1880-1890), Rijksmuseum Amsterdam.

Willem de Zwart, né à La Haye le 16 mai 1862, est l'aîné de huit enfants. Son frère cadet, Pieter, deviendra également peintre. Son père peignait des voitures pour gagner sa vie et, en 1875, Willem de Zwart fait un apprentissage auprès d'un fabricant de voitures pour apprendre le même métier. Un an plus tard, il s'inscrit au cours du soir à l'Académie royale des beaux-arts de La Haye. L'année suivante, il est admis à l'atelier de Jacob Maris. Au cours des trois années qu'il passe, il est probable qu'il a appris à connaître les grandes figures de l'École de La Haye. Maris a également envoyé de Zwart sur la côte, sans matériel de dessin, et lui a fait travailler ses impressions directement sur la toile lorsqu'il est retourné à l'atelier.
De Zwart a fait plusieurs copies d'œuvres de maîtres des XVIe et XVIIe siècles au Mauritshuis. Il s'intéressait surtout aux œuvres de Johannes Vermeer, Paulus Potter et Rembrandt, mais il étudiait aussi les peintures de maîtres allemands et italiens. Parfois, il produisait des copies sur commande. Au cours de cette période, il a également fait des études détaillées sur les animaux, en se concentrant particulièrement sur leurs pattes, leur tête et leur museau. À ses débuts, de Zwart peint avec une palette sobre et souvent majoritairement composée de tons bruns.
Willem de Zwart a vécu et travaillé jusqu'en 1894 à La Haye et de 1900 à 1905 à Amsterdam. Son travail porte sur un large éventail de sujets : paysages, paysages urbains, portraits et natures mortes, rendus dans un style naturaliste ou impressionniste. Son travail montre une affinité avec les gens et l'impressionnisme d'Amsterdam orienté vers la ville. Le choix de ses sujets relèvent de l'école de La Haye, mais son style et son utilisation exubérante de la couleur le rattache alors à l'école impressionniste d'Amsterdam. Il est également connu sous le nom de « Hague Breitner » en raison de la similitude de son art avec celui de George Hendrik Breitner. Il a peint des paysages, des figures et des natures mortes d'une exécution virtuose. De Zwart a appliqué la peinture de manière épaisse, parfois directement à partir du tube, avec des tons éclatants donnant à ses peintures un éclat particulier.

## Galerie

Peintures de Willem de Zwart
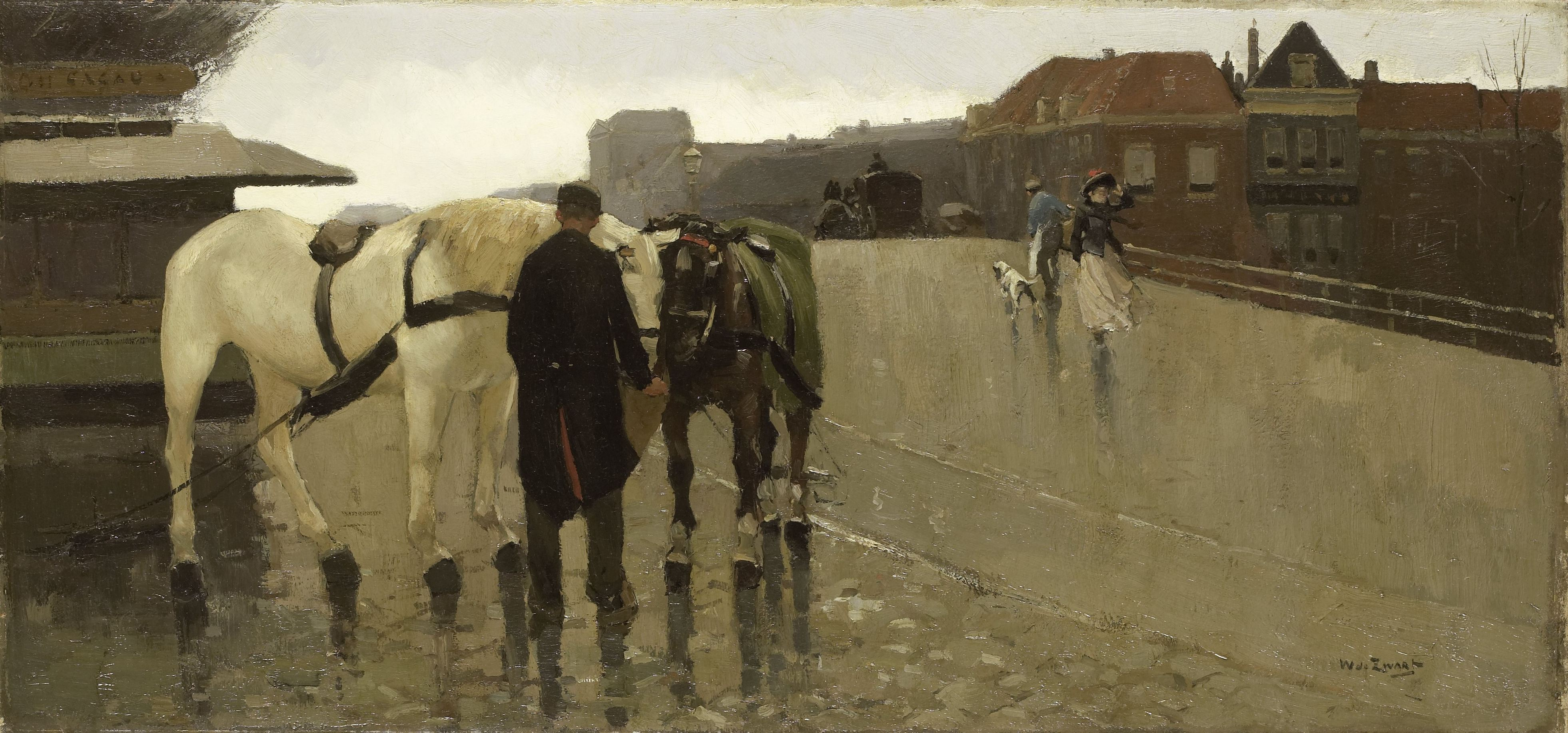
Le Wagenbrug à La Haye (1885-1895), Rijksmuseum Amsterdam.
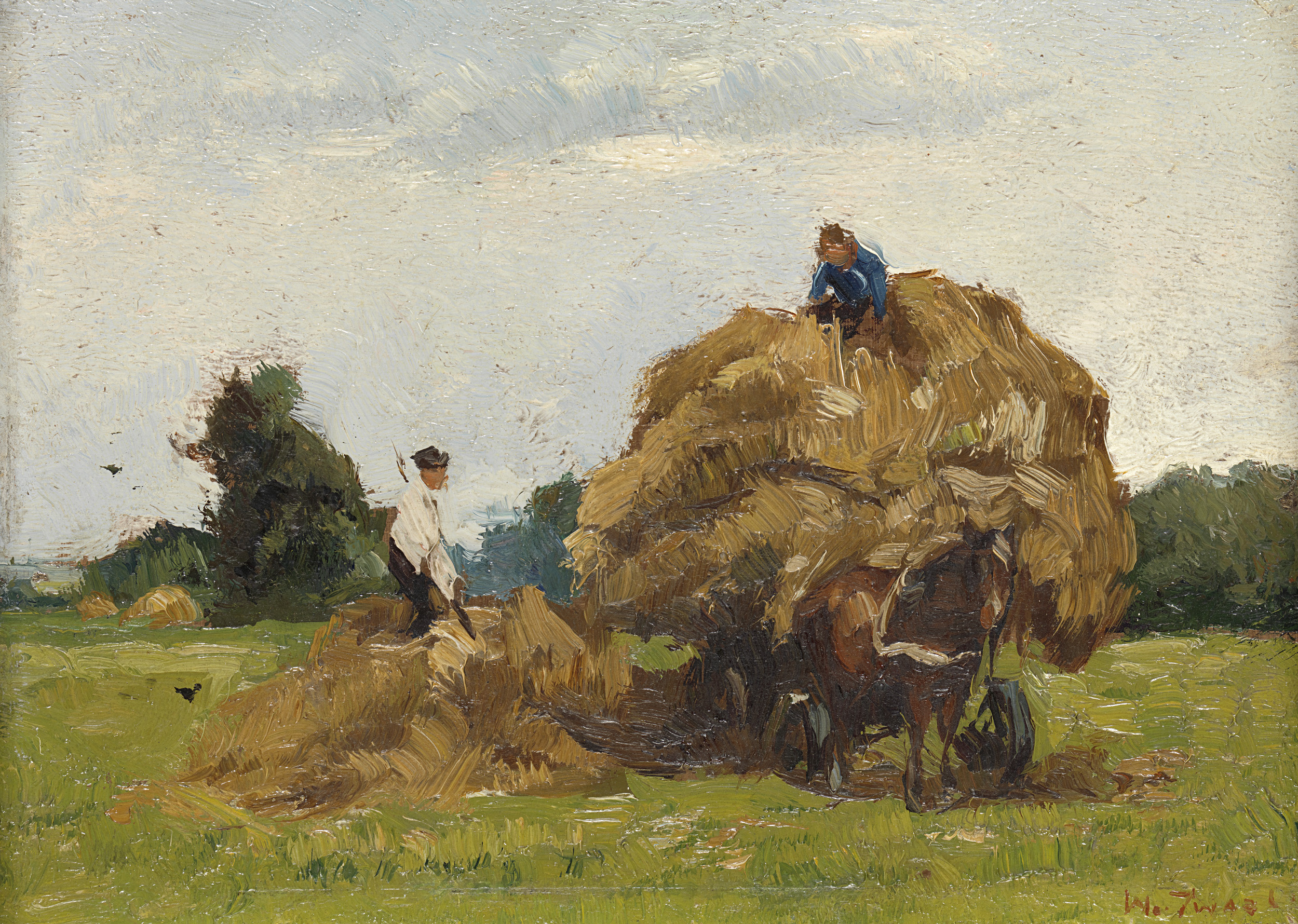
Le Chariot à foin, Rijksmuseum Amsterdam.
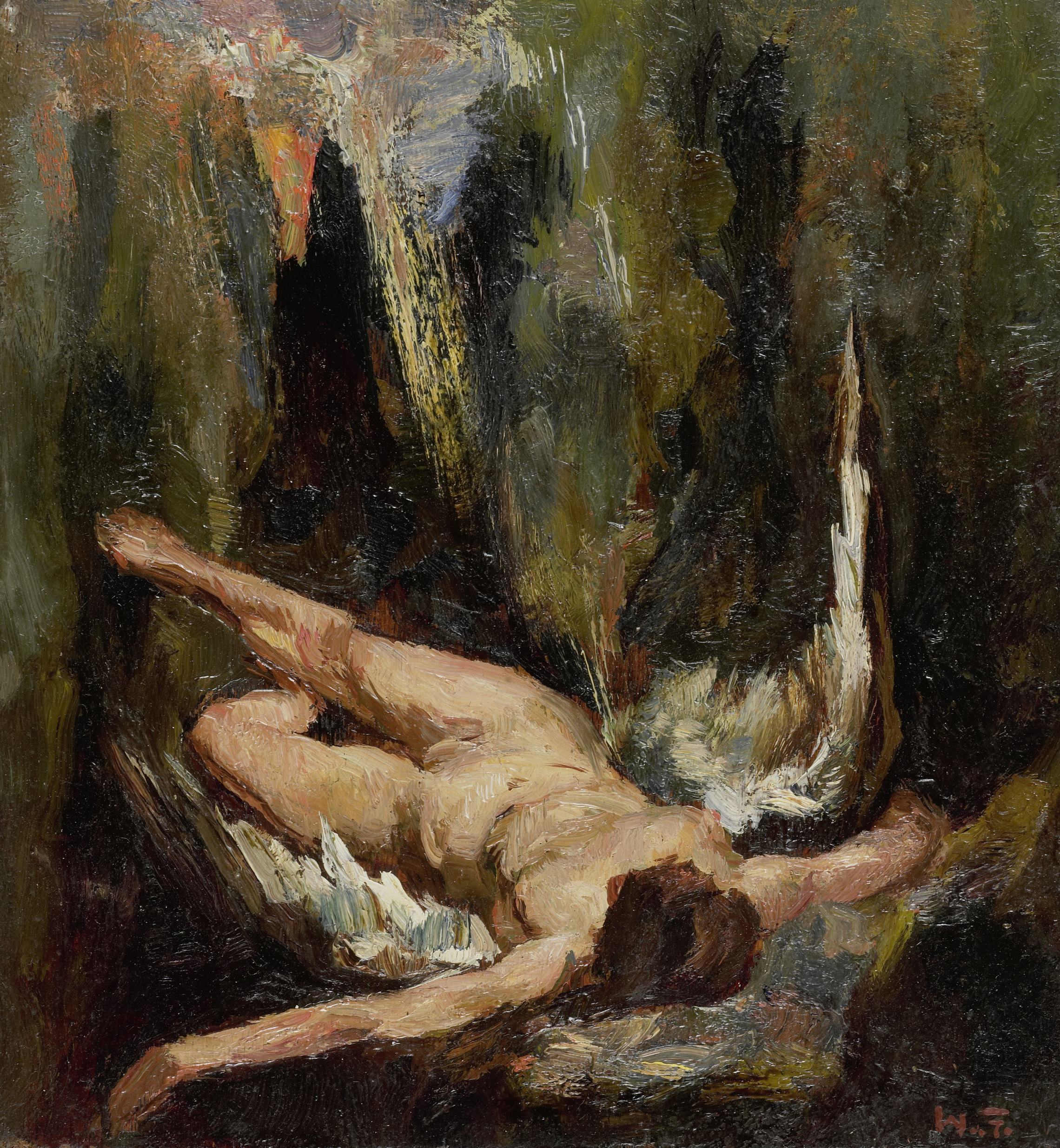
L'Ange déchu, Rijksmuseum Amsterdam.

Estampes de Willem de Zwart
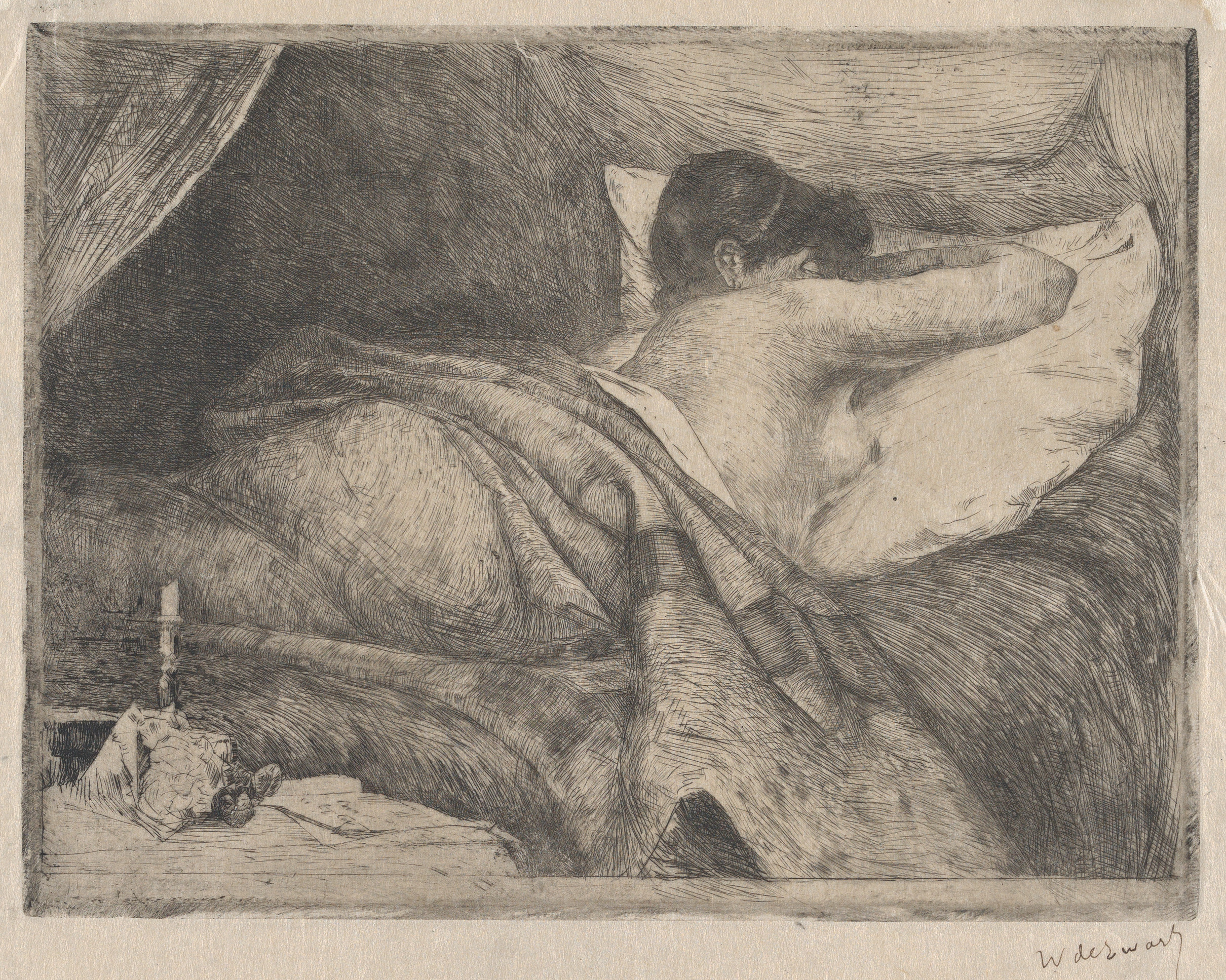
Nu endormi
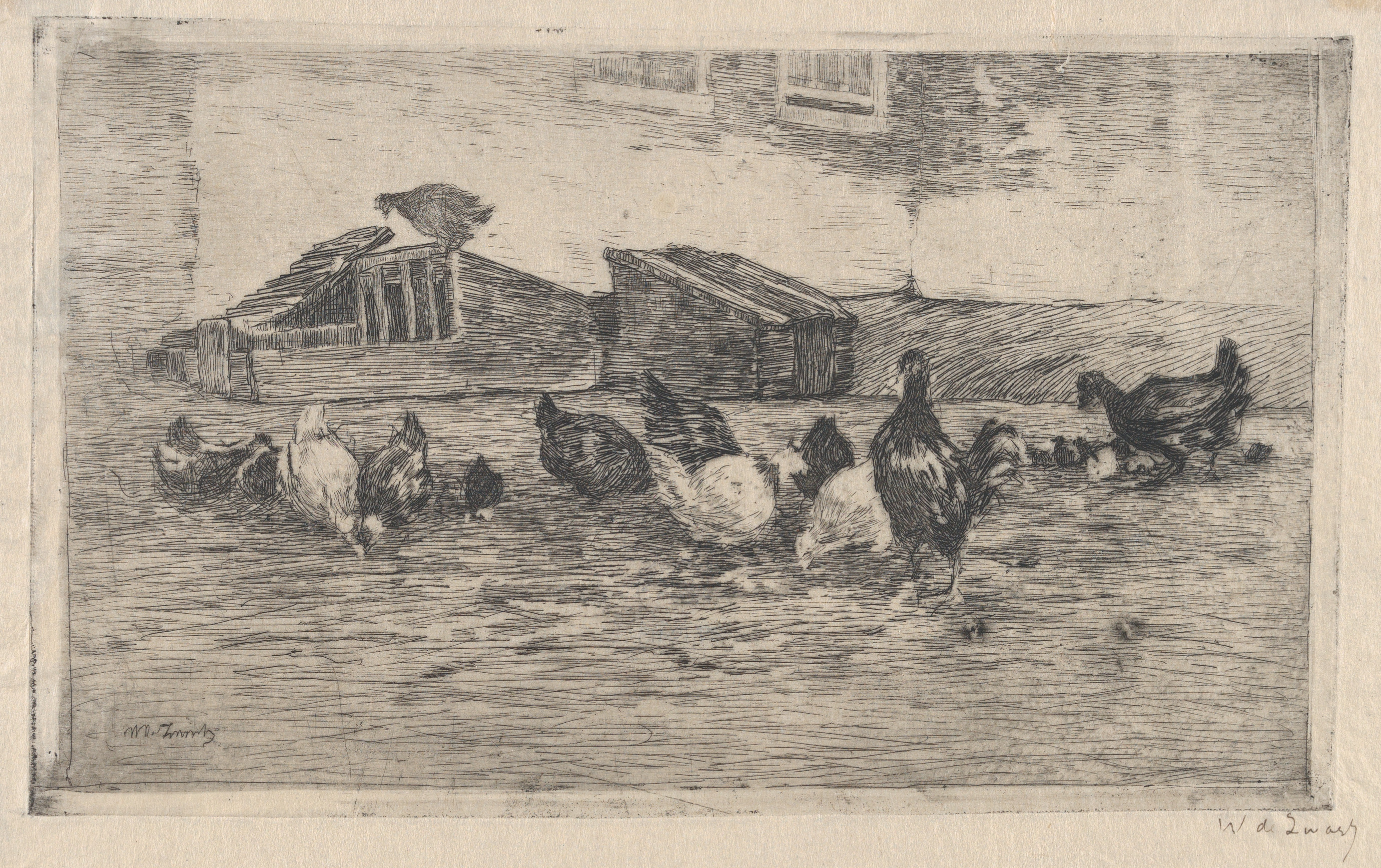
Basse-cour
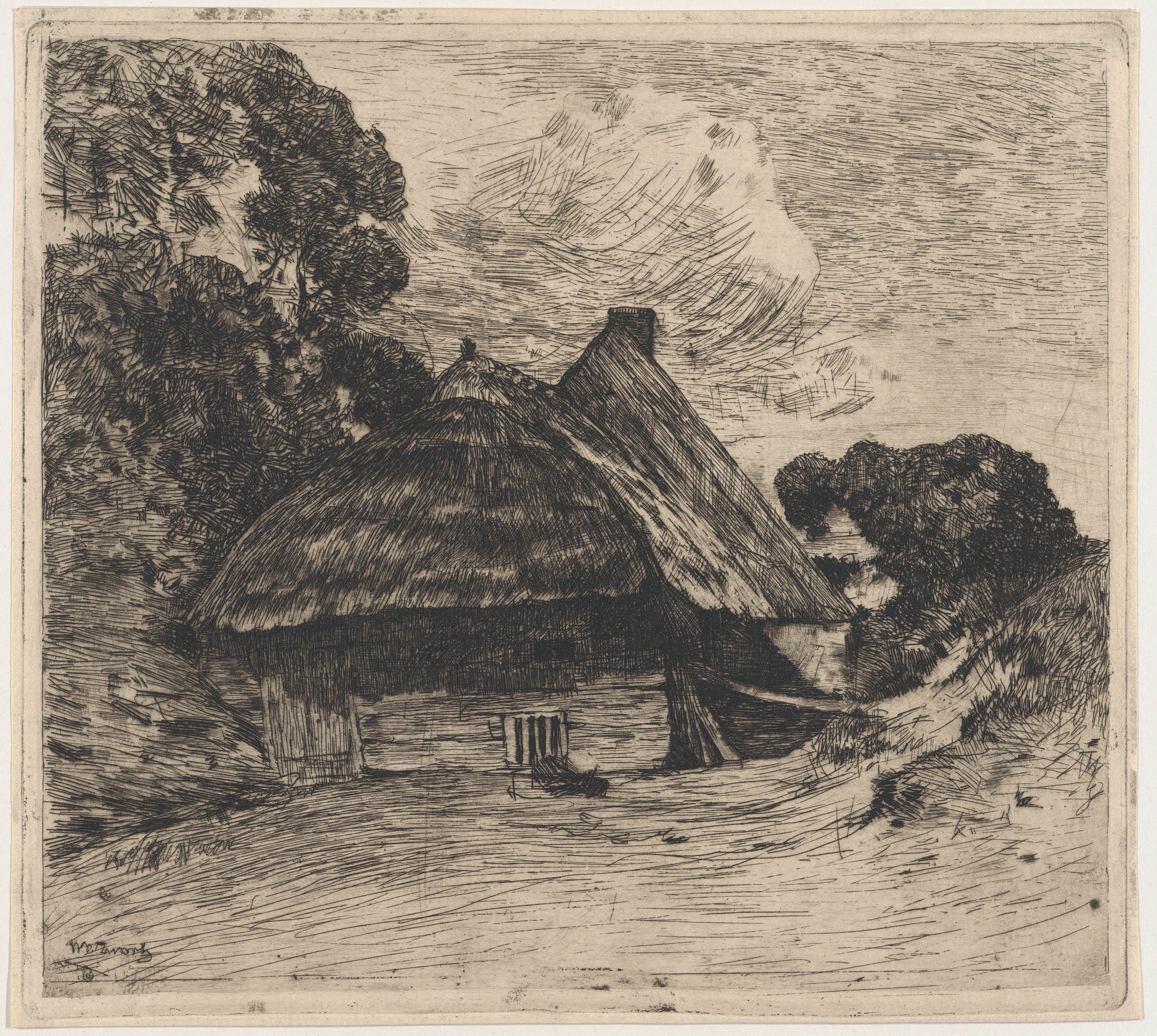
Vieille masure
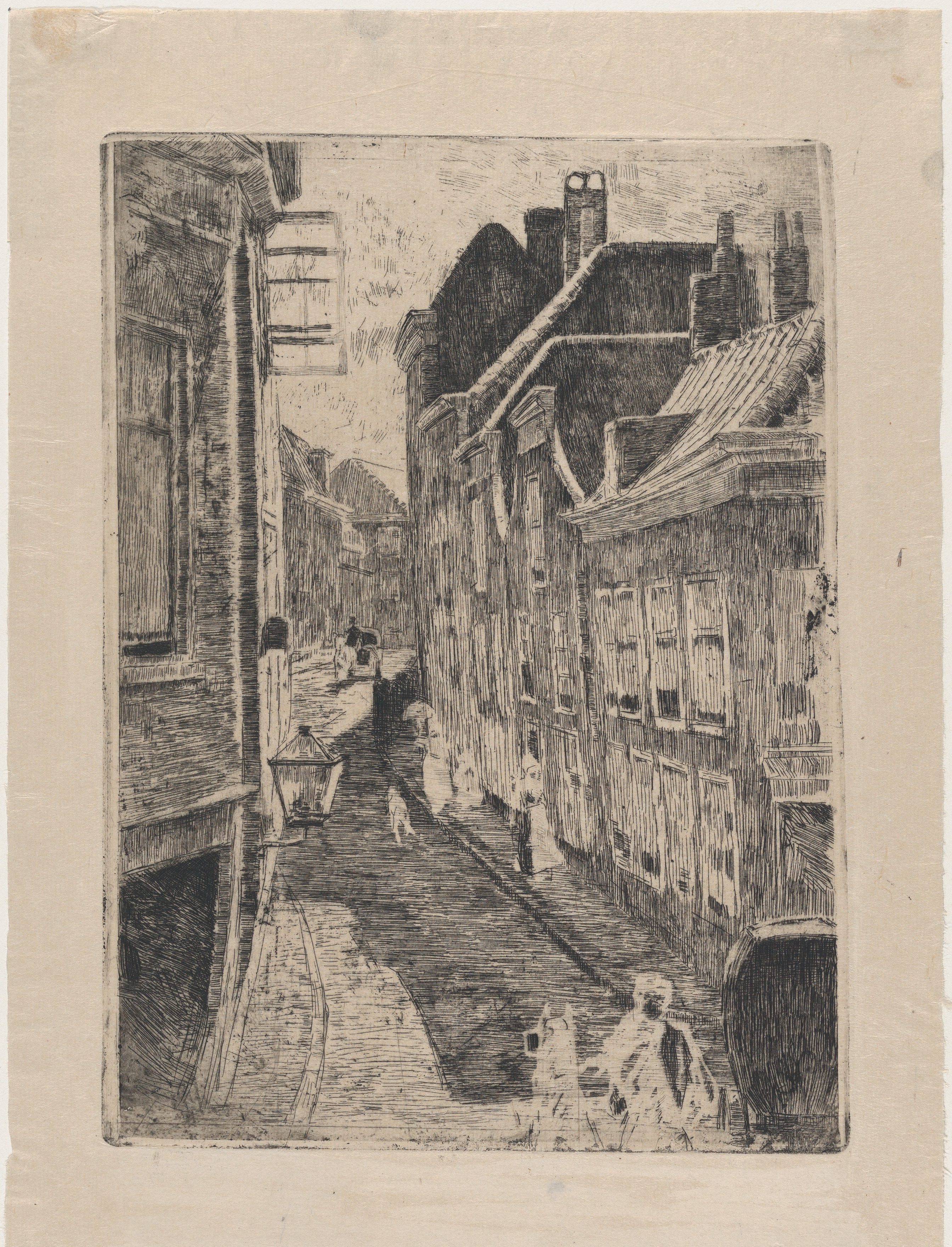
Scène de rue